# Bothell
Bothell är en ort i King County och Snohomish County i delstaten Washington, USA.